# Vjatsjeslav Dajev
Vjatsjeslav Jevgenjevitsj Dajev (Russisch: Вячеслав Евгеньевич Даев) (Toela, 6 september 1972) is een Russisch voormalig voetballer die speelde als verdediger. Dajev speelde acht interlands in het Russisch voetbalelftal.

## Clubcarrière
Tijdens zijn loopbaan speelde Dajev onder meer voor Krylja Sovetov Samara en CSKA Moskou. Zijn enige trofee won Dajev met CSKA in 2002; de Russische voetbalbeker. Op 32-jarige leeftijd stopte Dajev met profvoetbal. Hij speelde toen voor Shinnik Jaroslavl.

## Interlandcarrière
In 2002 nam Dajev met Rusland deel aan het wereldkampioenschap voetbal 2002 in Japan en Zuid-Korea. Dajev was echter geen basisspeler.

## Erelijst
| Russische voetbalbeker | 1x | 2002 |

## Trainerscarrière
Dajev ging na zijn loopbaan als speler door als coach. Zo had hij tussen 2008 en 2009 de leiding over Torpedo Moskou, waar hij zelf speelde van 1999 tot 2001.
Sinds 2017 is Dajev jeugdcoach bij Lokomotiv Moskou.
1 Nigmatoellin ·
2 Kovtoen ·
3 Nikiforov ·
4 Smertin ·
5 Solomatin ·
6 Semsjov ·
7 Onopko  ·
8 Karpin ·
9 Titov ·
10 Mostovoj ·
11 Bjestsjastnik ·
12 Tsjertsjesov ·
13 Dajev ·
14 Tsjoegajnov ·
15 Alenitsjev ·
16 Kerzjakov ·
17 Semak ·
18 Sennikov ·
19 Pimenov ·
20 Izmailov ·
21 Chochlov ·
22 Sytsjov ·
23 Filimonov ·
Coach: Romantsev